# Sundoreonectes
Sundoreonectes é um género de peixe actinopterígeo da família Balitoridae.
Existem atualmente duas espécies reconhecidas neste gênero, mas a única espécie de Speonectes foi anteriormente incluída em Sundoonectes.
- Sundoreonectes obesus (Vaillant, 1902)
- Sundoreonectes sabanus (P. K. Chin, 1990)